# ۱۳ آدم‌کش (فیلم ۱۹۶۳)
۱۳ آدم‌کش (به ژاپنی: 十三人の刺客) فیلمی به کارگردانی ای‌ایچی کودو است که در سال ۱۹۶۳ منتشر شد. از بازیگران آن می‌توان به چیه‌زو کاتائوکا اشاره کرد. این اثر نمونه‌ای از به اصطلاح «درام‌های تاریخی درگیری‌های گروهی» است که زمانی تولید شدند که شرکت توئی از فیلم‌های مبارزه با شمشیر فاصله گرفته و به سمت داستان‌های جوانمردی و فیلم‌های گانگستری واقع‌گرایانه روی آورده بود. داستان فیلم دربارهٔ ماتسودایرا ناری‌تسوگو، ارباب قلمرو آکاشی و برادر ناتنی شوگون است که مرتکب مجموعه‌ای از اعمال بی‌رحمانه و غیرانسانی می‌شود. او قرار است سال آینده، به عنوان مشاور ارشد منصوب شود. یکی از بزرگان شوگون‌سالاری مخفیانه به بازرس، «شیمادا شینزائمون»، دستور می‌دهند که این ظالم را قبل از اینکه به مقام مهمی در کشور منصوب شود، از بین ببرد. او گروهی متشکل از ۱۳ آدم‌کش را تشکیل می‌دهد و نقشه می‌کشند تا در یک توقفگاه در جاده مسیر گروه ارباب را مسدود کنند و آنها را بکشند. آنها این روستا را به هزارتویی بدون راه خروجی تبدیل می‌کنند. سرانجام گروه همراه ارباب به توقفگاه می‌رسد و نبردی سهمگین تا سر حد مرگ بین قاتلان و سامورایی‌ها محافظ ارباب درمی‌گیرد.
داستان ۱۳ آدم‌کش حول محور پیروزی خیر بر شر و مجازات ارباب شرور بنا شده است. در این فیلم دو ذهن استراتژیست برجسته، خود را در مقابل یکدیگر می‌بینند. یکی «هانبی کیتائو» که وظیفه دفاع از ارباب خود را دارد با اینکه از او متنفر است. او رهبری سامورایی‌های محافظ ارباب را برعهده دارد که به آنها آموخته شده به عنوان بخشی از بوشیدو (راه و رسم سامورایی) به ارباب خود بدون تزلزل وفادار باشند. دیگری «شیزائمون شیمادا» که مأموریتی انتحاری دارد و گروهی متشکل از از ۱۳ آدم‌کش را رهبری می‌کند که وظیفه خود را کشتن یک ارباب ظالم می‌بینند. این فیلم از نظر موضوعی رنج سامورایی‌هایی را که توسط سیاست فریب خورده و به ماشین‌های کشتار تبدیل شده‌اند، به تصویر می‌کشد.

## خلاصه داستان

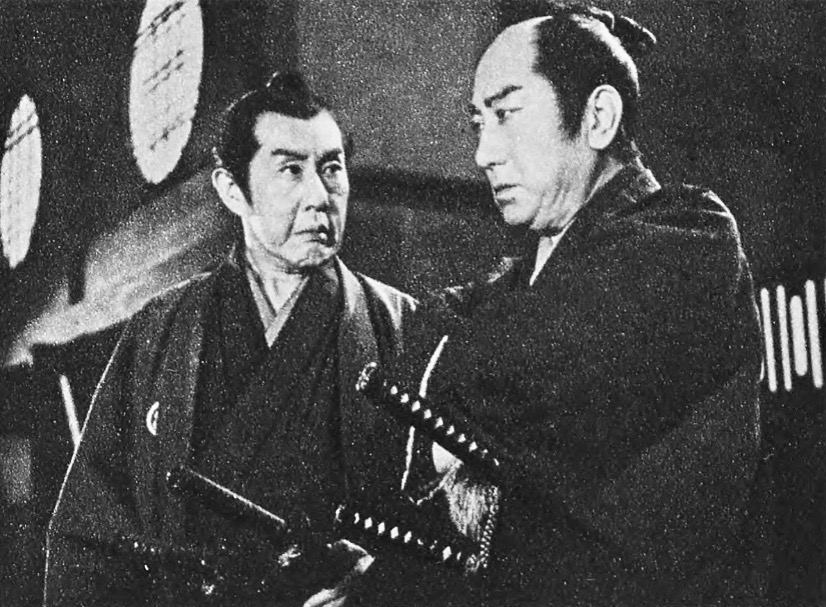
چیه‌زو کاتائوکا در نقش شیزائمون شیمادا

در سال ۱۸۴۴، اولین سال دوره کوکا شوگون‌سالاری توکوگاوا در ژاپن بود، «مامیا توزو»، یکی از صاحب منصبان ادو در قلمرو آکاشی، در مقابل دروازه‌های محل اقامت مشاور ارشد، دوی توشیتسورا، مرتکب سپوکو شد. در کنار جسد مامیا، نامهٔ فرجام‌خواهی‌ای قرار داشت که ماتسودایرا ناری‌تسوگو، ارباب قلمرو آکاشی و برادر ناتنی دوازدهمین شوگون توکوگاوا ایه‌یوشی، را به استبداد متهم می‌کرد. پس از آگاهی شدن از این خودکشی اعتراضی ناری‌تسوگو همهٔ خانوادهٔ مامیا توشو، از جمله کودکان خردسال، را با تیر و کمان قتل‌عام می‌کند. در این فیلم ناری‌تسوگو یک بیمار روانی است که رفتاری غیرانسانی دارد، اما شوگون توکوگاوا ایه‌یوشی که از اعمال او بی‌اطلاع مانده است، قصد خود را برای ارتقای برادر کوچکترش به مقام سیاسی بالاتر، مشاور ارشد را اعلام می‌کند.
مشاور ارشد دوی توشیتسورا که نگران بقای شوگون‌سالاری است پس از دریافت گزارش‌ها، متقاعد می‌شود که ماتسودایرا تهدیدی جدی برای کل اصول شرافت سنت سامورایی است. او گروهی از قاتلان را برای از بین بردن ماتسودایرا ناری‌تسوگو به منظور بازگرداندن اصول شرافت به کشورش، بسیج می‌کند. او به معتمدترین مه‌تسوکه (بازرس) خود، «شیمادا شینزائمون»، دستور می‌دهد تا یک گروه ترور مخفی تشکیل دهد. این اقدام به ترور مطمئناً به عنوان عملی انتحاری تلقی می‌شود و عضویت در نیروی ترور به این معنی بود که صرف نظر از موفقیت‌آمیز بودن یا نبودن حمله، حتی اگر کسی زنده می‌ماند، فوراً اعدام می‌شد.
شینزائمون با خود تصمیم می‌گیرد که «این آخرین خدمت او خواهد بود» و ۱۲ نفر را برای ترور ناری‌تسوگو گرد هم می‌آورد. این دوازده نفر تصمیم می‌گیرند تا به محافظان ارباب ناری‌تسوگو در زمان حرکت از ادو به طرف قلمرو آکاشی که به علت سانکین کوتای (حضور متناوب در ادو) انجام می‌شد، حمله کنند. اوچی‌آی-جوکو در ولایت مینو محل نبرد نهایی تعیین می‌شود. یک سامورایی محلی به نام «کویاتا کیگا» پیشنهاد کمک می‌دهد و به این ترتیب تعداد آدمکشان به ۱۳ نفر می‌رسد.
در همین حال، ناری‌تسوگو و گروهش در مسیر خود به تابلویی در قلمرو خاندان اوواری، برخوردند که روی آن نوشته شده بود: «عبور ارباب قلمرو آکاشی ممنوع است.» همچنان که ناری‌تسوگو با وجود این موضوع به راه خود ادامه می‌دهد، در سر راه با «ماکینو یوکی»، روبرو می‌شود. ماکینو زمانی در قلعه خود اسباب پذیرایی از ناری‌تسوگو و اطرافیانش را فراهم کرده بود، اما هوس ناری‌تسوگو منجر به مورد تجاوز قرار گرفتن عروسش، کشته شدن پسرش و سپس خودکشی عروسش شد؛ بنابراین او پیشنهاد همکاری با شینزائمون را داده بود تا انتقام خود را بگیرد. «ماکینو یوکی» که از عواقب جلوگیری از عبور ناری‌تسوگو از قلمرو خود آگاه بود بعداً مرتکب سپوکو (خودکشی سنتی ژاپنی) می‌شود تا مسئولیت کامل اعمالش را خود بر عهده بگیرد.
قاتلان خانه‌های توقفگاه جاده‌ای اوچی‌آی-جوکو را به‌طور کامل از کدخدای ده خریداری می‌کنند و برای غلبه بر عیب کم بودن تعداد نفرات، توقفگاه را به یک پایگاه نظامی پر از تله تبدیل می‌کنند. آنها بخش‌هایی از کوچه‌ها را مسدود کردند و آنها را به هزارتو تبدیل کردند. هنگامی که ناری‌تسوگو و گروه ۵۳ نفری از محافظش به روستا که خالی از سکنه شده است، رسیدند، ناری‌تسوگو و ۱۳ نفر سامورایی بالاخره رو در روی هم قرار گرفتند. پس از نبردی سهمگین تا سر حد مرگ، شینزائمون، ارباب ناری‌تسوگو را می‌کشد و با «کیتو هانبی» رو در رو می‌شود. دو رقیب دیرینه جان خود را به خطر می‌اندازند تا وظایف خود را به عنوان سامورایی انجام دهند. با این حال، شینزائمون ایدئولوژی هانبی را درک می‌کند که «وفاداری تزلزل‌ناپذیر به ارباب، وظیفهٔ واقعی یک سامورایی است» از سوی دیگر، هانبی نیز از آرمان والای شینزائمون مبنی بر وظیفه «به خاطر همه مردم» آگاه است. شینزائمون از خود دفاع نمی‌کند و می‌گذارد تا «هانبی کیتائو» او را از پا درآورد. شینزائمون زیر لب زمزمه می‌کند: «اشکالی ندارد. من سامورایی نمی‌شوم مگر اینکه اربابم را بکشم و تو هم سامورایی نمی‌شوی مگر اینکه مرا بکشی.» و می‌میرد. «هانبی کیتائو» نیز پس از او کشته می‌شود. فیلم با خنده بلند تنها سامورایی بازمانده از محافظان قلمرو آکاشی در داخل مزرعه برنج به پایان می‌رسد.

## بازیگران و شخصیت‌ها
در این فیلم، به غیر از چند شخصیت اصلی، شخصیت‌های فرعی فردیت چندانی ندارند.
- چیه‌زو کاتائوکا در نقش شیزائمون شیمادا، یک هاتاموتو و مه‌تسوکه (بازرس) است که همسرش را در اوایل زندگی از دست داده است و خانواده‌ای ندارد که بتوان آنها را مجازات کرد. وقتی به او دستور داده می‌شود که ماتسودایرا را ترور کند و خودش به تنهایی آدمکش‌ها را جمع می‌کند.[۲] در دوران صلحی که بوشیدو دیگر وجود ندارد، او به همراه ۱۲ سامورایی دیگر به دنبال فرصتی برای مرگ در راه انجام آیین سامورایی هستند. صحنه‌ای وجود دارد که در آن شیزائمون شیمادا پس از اطلاع از نقشه ترور، قدردانی خود را ابراز می‌کند و می‌گوید: «از شما متشکرم که امکانی برای مردن با مرگی خوب به من دادید.»[۳]
- کوتارو ساتومی در نقش شینروکورو شیمادا، برادرزادهٔ شیزائمون. او که نمی‌توانست مناصب دولتی داشته باشد، به عنوان ژیگول و تحت حمایت مالی یک گیشا زندگی می‌کند. او در ابتدا دعوت را رد می‌کند، اما پس از اینکه شینزائمون به او می‌گوید: «مردن به عنوان یک سامورایی آسان‌تر از زندگی در فسق و فجور است»، نظرش را تغییر می‌دهد. یکی از دو مردی از گروه است که در آخر زنده می‌ماند.[۴]
- کانجورو آراشی در نقش ساهه‌ایتا کوراناگا، او شیمادا را ده سال است که می‌شناسد و یک زیردست توانمند و مورد اعتماد است. او در اوایل زندگی همسرش را از دست داد و به عنوان یک مرد بیوه و بدون فرزند زندگی می‌کند.[۴]
- ریوهی اوچیدا در نقش هانبی کیتائو، یک استراتژیست نظامی و رهبر محافظان دایمیو ناری‌تسوگو که یکی از قدیمی‌ترین دوستان شیزائمون است او نمونه‌ای از یک سامورایی واقعی است، وفادار حتی به اربابی که می‌داند فاسد است.[۴] او با پیروی از اصول سامورایی وفاداری به اربابش، سرکوب احساسات واقعی خود و تحمیل عمدی تظاهر به رفتار خود، پیشرفت کاری کرده است و مصمم بود تا پایان عمر از اربابش محافظت کند.[۵]
- تتسورو تامبا در نقش دوی توشیتسورا، مقام روجو (مشاور ارشد)
- کانتارو سوگا در نقش ماتسودایرا ناری‌تسوگو، در فیلم کوچک‌ترین برادر شوگون دوازدهم توکوگاوا ایه‌یوشی. او توسط خاندان ارباب آکاشی به فرزندی پذیرفته شد.
- ریونوسوکه تسوکی‌گاتا در نقش ماکینو یوکیه، بازرس مستقر در اُواری. زمانی که طبق سیستم حضور متناوب ارباب آکاشی از قلعه شهرش عبور می‌کرد، او اسباب پذیرایی و سرگرمی او را تدارک می‌دید. ناری‌تسوگو سپس به عروسش، تجاوز کرد و او را به قتل رساند، و همچنین پسرش را نیز به قتل رساند. به همین دلیل، او با شیمادا شینزائمون همکاری کرد و به او پیوست. در ابتدا، در راه بازگشت از حضور متناوب از ادو، ناری‌تسوگو و همراهانش قصد داشتند از منطقه کیسو متعلق به ولایت اُواری عبور کنند، بنابراین او از اقتدار خود به عنوان رئیس استفاده کرد تا آنها را از عبور در امتداد جاده منع کند. (صحنه ای وجود دارد که گروه ساری‌تسوگو و پادگان به رهبری ماکینو تسونسوکه از روی پل با هم روبرو می‌شوند). سپس در صحنه بعد او مرتکب سپوکو (شکافتن شکم) می‌شود تا از سوءظن به دست‌نشاندگان و بستگانش و مجازات‌های بعدی آنان جلوگیری کند و همچنین اعتراض خود را با مرگ خود نشان دهد.[۶]

## زمینه ساخت
در سال ۱۹۶۱ درام‌های تاریخی ژاپنی در شرف تغییر بودند. در این سال فیلم یوجیمبو ساخته آکیرا کوروساوا اکران شد. شخصیت اصلی بی‌نام و ژولیده است، شخصیتی کاملاً متفاوت از ستارگان درام دوره‌های قبلی. تمرکز بر واقع‌گرایی، با مبارزات قدرتمند با شمشیر و جلوه‌های صوتی است. ظهور این درام تاریخی کاملاً جدید، چنان شوکی را در صنعت سینمای ژاپن ایجاد کرد که به آن لقب «شوک کوروساوا» دادند. زیبایی رقص‌گونه و سبک‌وارِ شمشیربازی کم‌کم داشت مخاطبان را ناراضی می‌کرد و درام‌های تاریخی شرکت توئی که در اوج موفقیت خود بودند، اکنون در وضعیت بحرانی قرار داشتند. در اینجا، استراتژی شرکت توئی خلق مبارزات شمشیربازی واقع‌گرایانه بود. او ستاره‌های بزرگی مانند کاتاوکا چیزو و ایچیکاوا اوتائمون را در کنار بازیگران جوان قرار داد و همچنین از بازیگران تئاتر جدیدی استفاده کرد که تحت تأثیر درام‌های تاریخی نبودند. نتیجه، یک درام تاریخی و «اکشن واقع‌گرایانه‌ای» دربارهٔ درگیری‌های گروهی بود. ۱۳ آدم‌کش یک درام بدون قهرمان است که در آن افراد درگیر سیاست می‌شوند و تا پای جان می‌جنگند تا صرفاً مأموریتی را که به آنها دستور داده شده به پایان برسانند.

### فیلمنامه
فیلمنامه‌نوس این فیلم کانه‌ئو ایکه‌گامی در طول جنگ جهانی دوم، او به ارتش در منچوری (شمال شرقی چین) فراخوانده شد و به مدت سه سال خدمت کرد. از ۳.۰۰۰ سرباز ژاپنی هم گروه با او که همراه او در نبرد پلیلیو شرکت داشتند تنها ۲۳ یا ۲۴ نفر زنده باقی ماندند و در نهایت او شکست ژاپن در جنگ را شاهد شد. مضمون و ایده نهفته در آثار کانه‌ئو ایکه‌گامی، تردیدی ساده است در این باره که آیا «تاریخ»، ضمن به تصویر کشیدن مو به موی تاریخ، واقعاً به کسانی که جان خود را فدای آرمان‌هایشان کرده‌اند، پاداش داده است یا خیر. این ممکن است به این دلیل باشد که او به‌طور غریزی ناسازگاری موجود بین توصیف‌هایی که در اسناد تاریخی آمده و وقایع واقعی را حس می‌کرد. به خصوص وقتی صحبت از تجربه‌های خودش در زمان جنگ می‌شد، او شاهد واقعیت مرگ بسیاری از رفقای بی‌نام و نشان یکی پس از دیگری در این جنگ بود، با این حال از اینکه اسناد تاریخی گردآوری‌شده پس از آن، وحشت آن تجربه را به‌طور کامل منتقل نمی‌کردند، احساس ناامیدی می‌کرد. فرماندهان نظامی و شمشیرزنانی که او به تصویر کشیده است، تصاویری از آن رفقای سابق را تداعی می‌کنند. در نتیجه، شخصیت‌های آثار او عموماً سرزنده و پرانرژی هستند، اما به نوعی حس تنهایی نیز دارند. او بعدها تعدادی رمان تاریخی از جمله ۴۷ رونین را منتشر کرد در این دوران به شدت تحت تأثیر اعتراض‌های آنپو (اعتراضات علیه پیمان امنیتی ایالات متحده-ژاپن ۱۹۶۰) قرار گرفته بود که معاصران فیلم را نیز تکان داده بود.
سه‌گانهٔ شاهکارهای تاریخی به کارگردانی ای‌ایچی کودو پس از  اعتراضات پیمان امنیتی زاپن-آمریکا ۱۹۶۰، پیشگامان فیلم‌های تروریستی در ژاپن، بودند: ۱۳ آدم‌کش، (۱۹۶۳)، قتل‌عام (۱۹۶۴) و یازده سامورایی (۱۹۶۷). فیلم‌ها سیاه و سفید هستند و یک سامورایی گمنام را به تصویر می‌کشند که مصمم است حاکم مستبدی را که با وحشت حکومت می‌کند، ترور کند. این سه فیلم توسط واتانابه تاتسوتو، یکی از اعضای بانک توکیو که در دوران رکود اقتصادی شووا ورشکست شد و در آن زمان رئیس مورد اعتماد بخش برنامه‌ریزی استودیوی کیوتوی شرکت توئی بود، برنامه‌ریزی شده بود. واتانابه، ایده یک درام تاریخی دربارهٔ درگیری گروهی مبتنی بر تروریسم از سراسر جهان، گذشته و حال، را مطرح کرد و این ایده را با فیلمنامه‌نویس کانه‌ئو ایکه‌گامی (که بعدها رمان‌نویس با نام مستعار شوایچیرو ایکه‌میا شد) در میان گذاشت. این سه‌گانه به تدریج به زاویه دید تروریست‌ها تغییر می‌کند، دوربین عمدتاً روی دست است و نبردهای مرگبار را مانند یک فیلم خبری به تصویر می‌کشد، و گل و لای روی دوربین پاشیده می‌شود. در پایان فیلم «قتل‌عام»، صدای معترضانی که توسط کودو ایچی در جریان اعتراضات سال ۱۹۶۰ علیه پیمان امنیتی ژاپن و آمریکا ضبط شده است، با صدای بلند پخش می‌شود. پایان هر سه فیلم شامل صحنه‌هایی از اجساد تلنبار شده در نتیجه سرنگونی یک چهره قدرتمند و لاپوشانی تروریسم توسط شوگون‌ها است که حسی از بیهودگی و پوچی تروریسم را ایجاد می‌کند. این با فضای تیره و تار آن زمان پس از اعتراض به بازنگری پیمان امنیتی بین ایالات متحده و ژاپن (۱۹۶۰) سازگار بود.

## عناصر داستان

### منشأ

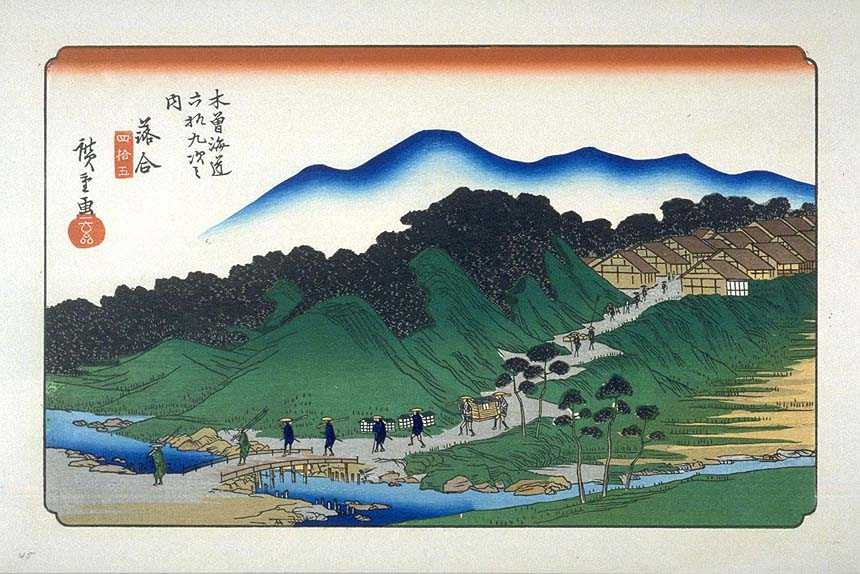
نقاشی هیروشیگه از اوچی‌آی-جوکو از سری شصت و نه ایستگاه کایسو کایدو. این مکان در فیلم محل درگیری قرار گرفته است.

داستان زیر که در کتاب کاشاوا به عنوان داستانی شناخته می‌شود که فیلم ۱۳ آدم‌کش از آن اقتباس شده است. در یکی از داستان‌های این کتاب آمده است:
ماتسودایرا ناریکوتو، کوچک‌ترین و بیست و پنجمین پسر یازدهمین شوگون، توکوگاوا ایه‌ناری، و برادر ناتنی دوازدهمین شوگون، توکوگاوا ایه‌یوشی، توسط ماتسودایرا ناری‌تسوگو، هفتمین ارباب قلمرو آکاشی، به فرزندی پذیرفته شد و هشتمین ارباب قلمرو آکاشی شد. بر اساس مقاله معاصر «کوشی یاوا» (甲子夜話)، در حالی که ناریوشی در سفر سانکین کوتای (به معنای حضور متناوب در ادو) در حال برگشت از ادو بود، از قلمرو اُواری عبور می‌کرد، کودکی سه ساله از میان جمعیت عبور کرد، بنابراین ملازمانش کودک را گرفتند و او را به مهمانخانه اصلی و محل اقامت خود بردند. روستاییان به نزد نارینوبو رفتند و از او التماس کردند که جان کودک را ببخشد، اما او اجازه نداد و کودک را کشت. خاندان اُواری از این اقدام خشمگین شدند و به ماتسودایرا ناریکوتو و افرادش اطلاع دادند که از این پس برای محافظت از آبروی شاخه خاندان توکوگاوا در اُواری، از عبور قلمرو آکاشی از قلمرو خود خودداری خواهند کرد. ارباب ظالم قلمرو آکاشی در این فیلم به جای ماتسودایرا ناریکوتو، به عنوان ماتسودایرا ناری‌تسوگو (در اصل پدرخواندهٔ او) معرفی شده است. با این حال، هیچ ثبت و سابقه‌ای در دو قلمروآکاشی و اُورای یا نزدیکی جاده برای تأیید چنین حادثه‌ای یافت نشده است.

### مضمون داستان
هسته اصلی این داستان دربارهٔ یک رئیس بزرگ است که از قدرت خود برای انجام هر کاری که می‌خواهد استفاده می‌کند، اما در عین حال، او هنوز یک رئیس است و بنابراین زیردستانی دارد که حاضرند جان خود را برای خدمت و محافظت از او به خطر بیندازند. ۱۳ عضو جوخه ترور (طرف قهرمانان داستان) البته قهرمانان عدالت هستند که حاضرند جان خود را برای محافظت از مردم فدا کنند، اما نکته کلیدی این است که افرادی که با آنها می‌جنگند به هیچ وجه شرور نیستند.
سیزده جنگجوی زبده و جنگجویان مدافع که از یک ارباب فئودال بی‌فایده محافظت می‌کنند با تمام توان خود خواهند جنگید. روح سامورایی هر دو مرد، در دو سوی این مبارزه خود را نشان می‌دهد. شخصیت‌های سطح پایین‌تر به‌طور کامل به تصویر کشیده نشده‌اند، اما جذابیت قهرمانانه آنها به عنوان یک جوخه انتحاری هنوز وجود دارد.
شخصیت‌ها، چه قهرمان داستان و چه آنتاگونیست داستان، معمولاً با انگیزه‌ی بوشیدو (حاوی وفاداری به ارباب) نشان داده می‌شوند. با این حال، فضای اواخر شوگون‌سالاری توکوگاوا، این درگیری‌ها را به عنوان اخلاقیات عمدتاً منسوخ‌شده‌ای که طرفداران خود را به قربانیان نیروهای تاریخی و اجتماعی فراتر از کنترل یا درک کامل خود تبدیل می‌کند، معرفی می‌کند.  آن‌ها نه از روی کینه شخصی، بلکه از روی ضرورت یکدیگر را می‌کشند.

## بازخورد
این فیلم هنگامی که برای اولین بار اکران شد، در گیشه کاملاً شکست خورد، اما نقدهای بسیار مثبتی دریافت کرد. کارگردان این فیلم ای‌ایچی کودو جایزه بهترین کارگردانی جشنواره فیلم شهروندان کیوتو و کانه‌ئو ایکه‌گامی جایزه بهترین فیلمنامهٔ جشنواره فیلم شهروندان کیوتو (۱۹۶۳) را از آن خود کرد.
در سال ۱۹۹۲ میلادی در کتاب ۱۵۰ شاهکار برتر غربی و ژاپنی (نسخه تصویری بونشون بونکو)، این فیلم در رتبه اول قرار گرفت.
پس از گذاشت نزدیک به نیم قرن، جوایز متعددی که فیلم بازسازی شده ۱۳ آدم‌کش (۲۰۱۰ میلادی) دریافت کرد منجر به این شد که نسخه اصلی نیز مورد توجه و ارزیابی مجدد قرار بگیرد.
منتقد فیلم آکیرا مورایاما می‌نویسد:
فیلم سیزده آدمکش محصول ۱۹۶۳ عموماً شاهکاری محسوب می‌شود که ژانر جدیدی از «درام‌های دوره‌ای درگیری‌های گروهی» را در تاریخ سینما بنیان نهاد. در «نمایشنامه‌های دوره درگیری گروهی»، به جای شمشیربازانی که در دوئل‌های تن به تن شرکت می‌کنند، گروه‌هایی از مردم، که هر کدام اهداف خود را دارند، با یکدیگر درگیر می‌شوند. در این فیلم نشان داده می‌شود که حتی یک سامورایی که خود را وقف راه شمشیر کرده است، وقتی توسط گروهی احاطه شود، درمانده است و اگر گروهی یک نفر را احاطه کنند، اگر او از احتمال مرگ بترسد، قادر به انجام هیچ کاری نخواهد بود.

## بازسازی‌ها
این فیلم در سال ۲۰۱۰ توسط تاکاشی میکه بازسازی شد. این بازسازی با تحسین منتقدان روبرو شد. انستیتوی فیلم بریتانیا در ارزیابی ده فیلم برتر سامورایی در مورد نسخه بازسازی شده اظهار داشت: «فیلم ۱۳ آدمکش، از الگوی هفت سامورایی پیروی می‌کند و گروهی از سامورایی‌ها را نشان می‌دهد که برای سرنگونی یک ارباب مستبد برای خیر بیشتر جامعه گرد هم می‌آیند. نسخه میکه از بودجه بسیار سخاوتمندانه‌ای بهره می‌برد، با توجه فوق‌العاده به صحنه‌آرایی و لباس‌های آن دوران و برخی صحنه‌های مبارزه که به طرز خلاقانه‌ای طراحی شده‌اند.» معمولاً اعتقاد بر این است که یک بازسازی نمی‌تواند از نسخه اصلی پیشی بگیرد، اما بازسازی تاکاشی میکه شاهکاری متفاوت از نسخه اصلی است.
در سال ۲۰۱۱، در فهرست انتخاب ۵۰ فیلم برتر بازسازی شده در ۵۰ سال گذشته که توسط سایت آمریکایی راتن تومیتوز انجام شد، بازسازی این فیلم در رتبه دوازدهم این فهرست جای گرفت.
بین فیلم اصلی محصول سال ۱۹۶۳ و بازسازی آن در سال ۲۰۱۰، فیلمی تلویزیونی محصول سال ۱۹۹۰ از شبکه تلویزیون فوجی با بازی بازیگر مشهور تاتسویا ناکادای در نقش اصلی (شیمادا شینزائمون) پخش شد.
در سال ۲۰۲۰ میلادی نیز از شبکه ان‌اچ‌کی به صورت یک سریال درام بازسازی شد.

### تفاوت با نسخه میکه
منتقد فیلم آکیرا مورایاما می‌نویسد: یکی دیگر از شخصیت‌های قوی که در نسخه میکه معرفی شده، ماتسودایرا ناری‌تسوگو، ارباب قلمرو آکاشی است که کشتن او هدف آدمکش‌ها بود. در نسخه اصلی، او به عنوان یک احمق واقعی به تصویر کشیده شده بود، اما کارگردان میکه، گورو ایناگاکی، عضو گروه موسیقی، اسمپ، را برای این نقش انتخاب کرد. این فیلم تصویری پیچیده از این نقش خلق می‌کند، کسی که علی‌رغم چهرهٔ خونسرد و خوش‌قیافه‌اش، بارها مرتکب جنایات شده و همچنین پوچ‌گرایی فکری از او تراوش می‌کند. بازسازی این نقش در نسخه میکه بسیار مورد تحسین قرار گرفته و تأثیر بیشتری دارد. در نسخه تاکاشی میکه، ظلم‌های ارباب سادیست ماتسودایرا ناریتسوگو با وضوح بیشتری به تصویر کشیده شده است: در این نسخه برخلاف نسخه اصلی، میکه، ناریتسوگو را در حال کشتن خانواده زوشو مامیا نشان می‌دهد و دختر مثله شده در نسخه اصلی نه دیده می‌شود و نه به آن اشاره‌ای می‌شود. به این ترتیب در نسخه میکه ارباب ناری‌تسوگو از یک متجاوز فاسد اما ضعیف، به یک هیولای کامل تغییر یافته است.
اوج داستان که به عنوان یکی از مشهورترین صحنه‌های تاریخ شناخته می‌شود، درگیری مرگبار بین دو گروه است که در نسخه کودو بیش از ۳۰ دقیقه طول می‌کشد — در آن زمان طولانی‌ترین صحنه شمشیربازی در تاریخ سینمای ژاپن بود — اما زمان صحنه درگیری در نسخه میکه حتی طولانی‌تر شده و به ۴۵ دقیقه افزایش یافته است.
نسخه میکه همان تصاویر وحشیانه‌ای را به نمایش می‌گذارد که کارگردان میکه به خاطرشان شناخته می‌شود، با این تفاوت که سطح خشونت به میزان زیادی نسبت به نسخهٔ کودو افزایش یافته است. تفاوت دیگر مدت زمان برای معرفی شخصیت‌ها عنوان کرد. نسخه میکه زمان بیشتری را صرف معرفی قاتلان، نقشهٔ آنها و تلاششان برای رسیدن به مقصدشان قبل از همراهان ارباب می‌کند. در نسخه کودو به معرفی شخصیت‌ها کمتر پرداخته شده است. تفاوت دیگر در تعداد محافظان است که در نسخه میکه تعداد محافظان ناری‌تسوگو ۳۰۰ نفر است اما در نسخه کودو تعداد آنها ۵۳ نفر است.